# Sniper Alley

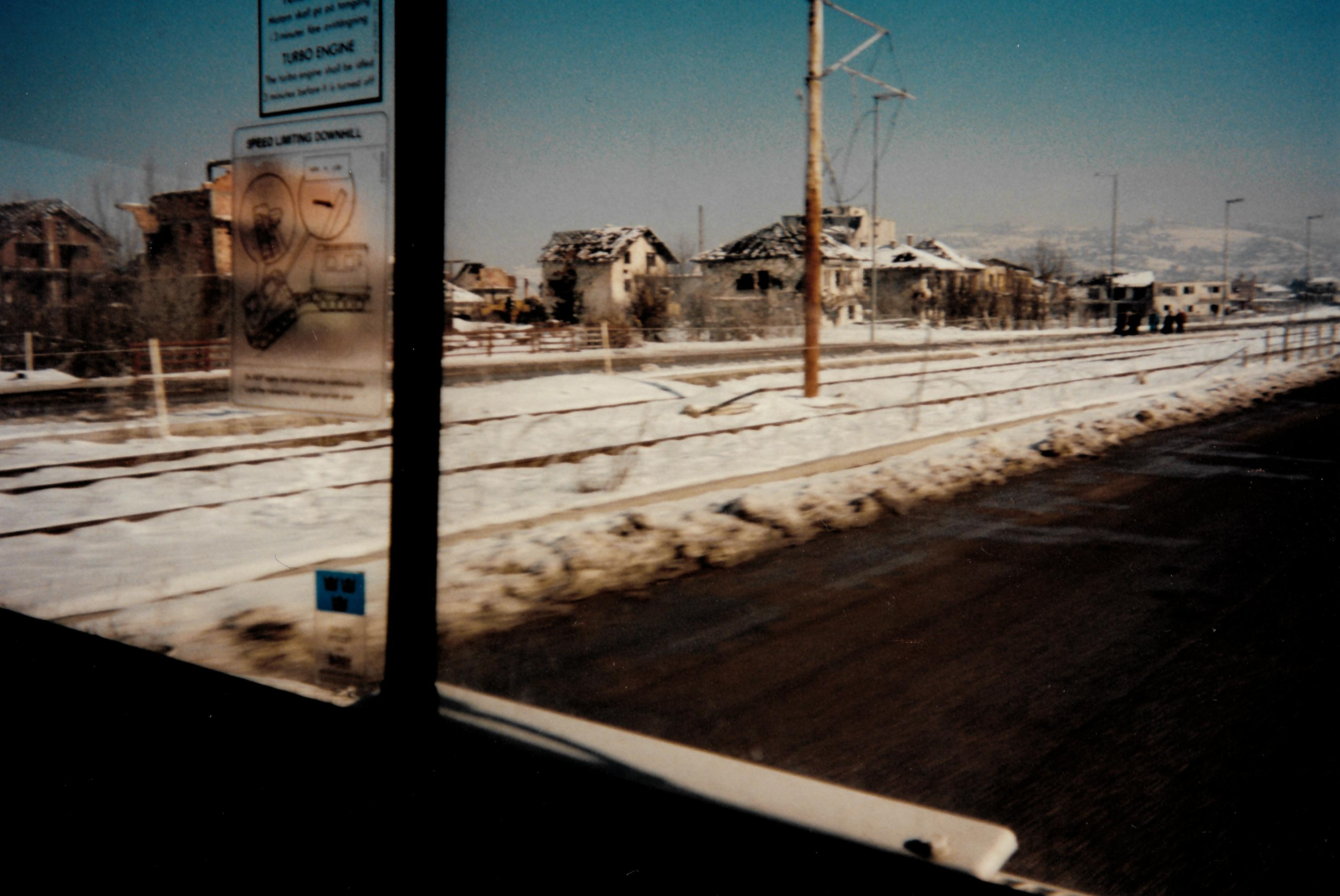
Sniper Alley en 1996, vu d'un véhicule de l'IFOR.

Sniper Alley (anglais pour « allée des Snipers ») désignait l'avenue principale de Sarajevo lors du siège de Sarajevo par l'Armée de la république serbe de Bosnie, pendant la guerre de Bosnie-Herzégovine en raison du nombre de snipers qui la prenaient pour cible. L'unique source d'eau potable de la ville se trouvait sur cette avenue qui connecte la zone industrielle et le centre historique de la ville. L'avenue est bordée de hauts bâtiments donnant aux snipers de nombreuses positions de tir. Les montagnes autour de la ville offraient également aux snipers une distance de sécurité doublée d'une bonne visibilité sur la ville et son trafic. Bien que constamment sous le siège de l'armée serbe, la vie normale continuait, des signes indiquant aux civils la présence de snipers (Pazi – Snajper!).
Selon les données récoltées en 1995, les snipers ont blessé 1 030 personnes et en ont tué 225 lors du siège de la ville.
Sniper Alley apparaît dans le film Le Pacificateur et est intégrée à l'histoire de la bande dessinée d'Enki Bilal, Le Sommeil du Monstre. Elle est également le décor de l'action de la chanson de Tri Yann La geste de Sarajevo, qui raconte l'assassinat d'un casque bleu français par un tireur isolé.